# Pädagogische Hochschule Zwickau

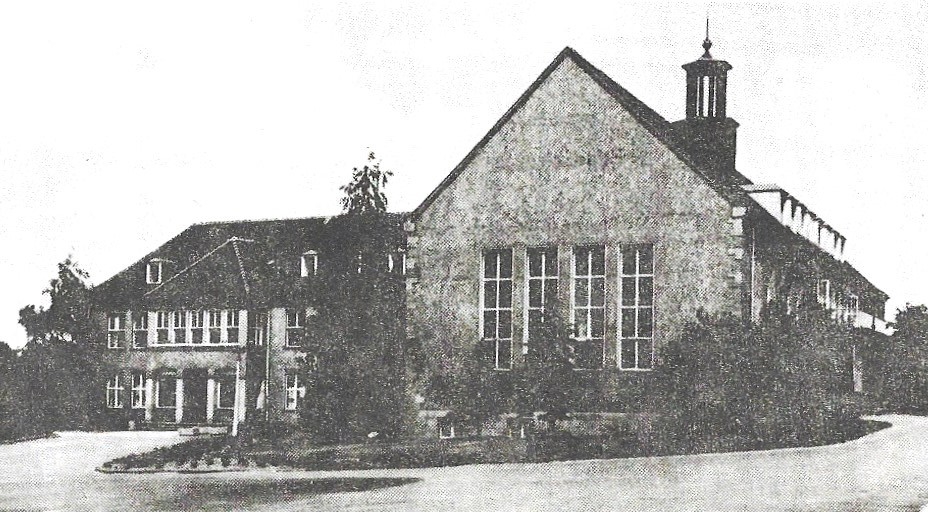
Das Lehrgebäude der Bergbauschule Zwickau-Eckersbach. Ab Mitte der 1960er-Jahre wurde es durch das Pädagogische Institut bzw. die Pädagogische Hochschule Zwickau genutzt.

Die Pädagogische Hochschule „Ernst Schneller“ Zwickau war eine Pädagogische Hochschule mit Promotionsrecht im Bezirk Karl-Marx-Stadt, seit 1990 in Sachsen, die vornehmlich der Ausbildung von Lehrern für Oberschulen, ab 1990 kurzzeitig auch für die Unterstufe bzw. Grundschule diente. Die Pädagogische Hochschule Zwickau bestand von 1973 bis 1992. Der Ursprung geht auf das 1959 im Verbund mit Karl-Marx-Stadt gegründete Pädagogische Institut zurück. Die Ausbildungsschwerpunkte lagen auf den Fächern Deutsch, Musik, Körpererziehung und Staatsbürgerkunde sowie der Ausbildung von sogenannten „Freundschaftspionierleitern“. Die Hochschule erhielt mit Gründung 1973 das Promotionsrecht zum Dr. paed., 1984 folgte der Dr. phil. Zwickau war der größte Ausbildungsschwerpunkt für Staatsbürgerkunde-Lehrer in der ehemaligen DDR. Nachdem 1990 der Beiname abgelegt und die Unterstufenlehrerausbildung aus dem Institut für Lehrerbildung Auerbach integriert worden war, erfolgte am 1. Oktober 1992 die Angliederung an die TU Chemnitz. Die Gebäude gehören heute zum Campus Scheffelstraße der Westsächsischen Hochschule Zwickau.
Rektoren waren Peter Franke (1972–1981), Dieter Kirchhöfer (1981–1985), Joachim Droß (1985–1989) sowie Elke Mehnert (1990–1992).

## Gründung

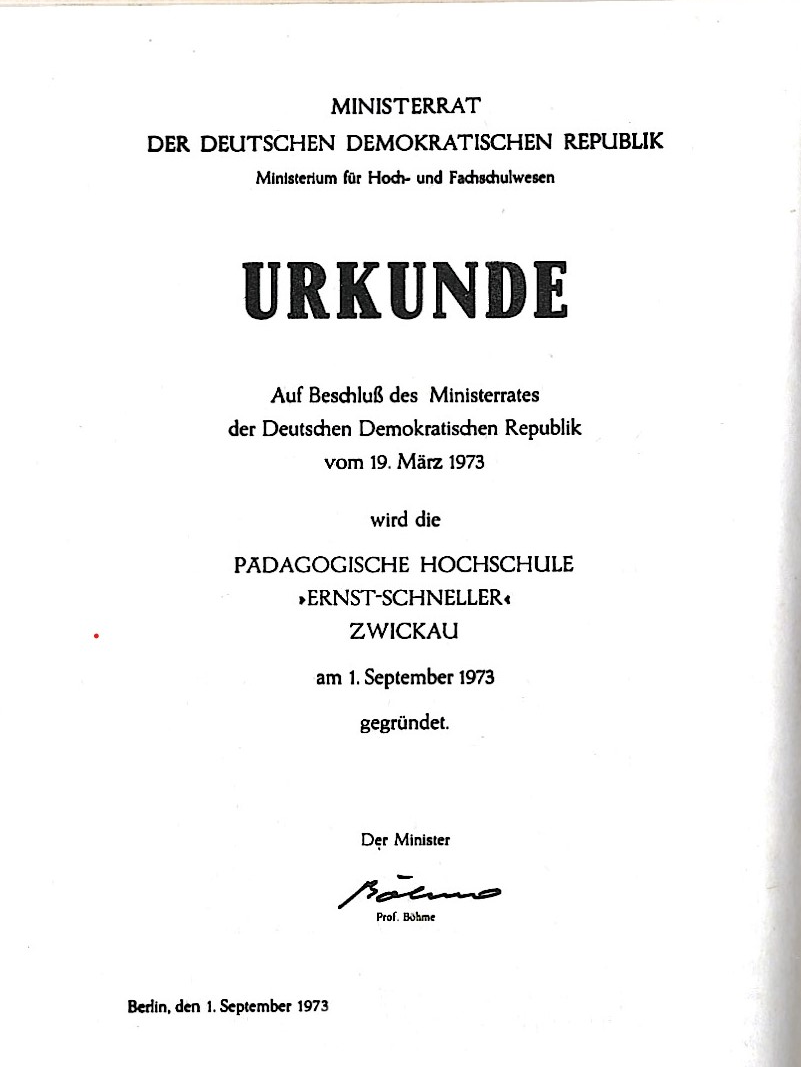
Kopie der Gründungsurkunde der Pädagogischen Hochschule Zwickau.

Bereits seit 1959 gab es auf dem Gelände der ehemaligen Bergbau-Berufsschule in Zwickau-Eckersbach ein Pädagogisches Institut, in dem in einem vierjährigen Studium Oberstufenlehrer für die Fächer Deutsch, Staatsbürgerkunde, Körpererziehung und Musikerziehung ausgebildet wurden. Das Institut fungierte zunächst als Außenstelle des Pädagogischen Instituts Karl-Marx-Stadt und wurde 1965 als Pädagogisches Institut Zwickau eigenständig. Auf Beschluss des Ministerrats der DDR wurde aus diesem Institut am 1. September 1973 die Pädagogische Hochschule „Ernst Schneller“ Zwickau gegründet. Der Festakt zur Hochschulgründung fand am 7. September 1973 im Zwickauer Varieté Lindenhof statt.

## Lehre und Studium
Mit der Gründung 1973 erhielt die Hochschule das Promotionsrecht zum akademischen Grad Dr. peadagogicae (Dr. pead.). Zum Zeitpunkt der Gründung studierten 911 Direkt- und 157 Fernstudenten in Zwickau. Sie wurden von 8 Professoren, 15 Dozenten sowie 149 wissenschaftlichen Mitarbeitern unterrichtet. Studiert werden konnten die Fächerkombinationen Deutsch/Staatsbürgerkunde, Deutsch/Körpererziehung, Deutsch/Musikerziehung, Staatsbürgerkunde/Körpererziehung. Außerdem konnte in Zwickau die Ausbildung zum Freundschaftspionierleiter mit Hochschulabschluss absolviert werden. Das zunächst vierjährige (später fünfjährige) Studium wurde mit dem Diplom abgeschlossen.
Zwickau entwickelte sich nach Gründung der Pädagogischen Hochschule zum größten Standort für die Ausbildung von Staatsbürgerkunde-Lehrern in der DDR. Nach Angaben der Hochschule wurden schon 1973 zirka 60 Prozent aller Staatsbürgerkundelehrer, aber auch 25 Prozent aller Musiklehrer der DDR in Zwickau ausgebildet.
Die Studierendenzahl stieg in der 70er-Jahren kontinuierlich an. So waren 1979 972 Direktstudenten eingeschrieben, die von 206 Mitarbeiter unterrichtet wurden. Im September 1981 wurde Dieter Kirchhöfer Rektor der Pädagogischen Hochschule Zwickau. Während die Anzahl der Mitarbeiter in den 80er-Jahren weiter zunahm, hatte die Hochschule mit zurückgehenden Studierendenzahlen zu kämpfen. 1981 kamen auf 213 Wissenschaftler (Professoren, Dozenten, wissenschaftliche Mitarbeiter) noch 889 Studenten. Außerdem bemängelten die Studierenden die Qualität der Lehrveranstaltungen und deren ideologische Überfrachtung, bisweilen beklagten sie auch eine Unterforderung.
Eine größere Zäsur brachte das Jahr 1983. Auf dem X. Parteitag der SED war beschlossen worden, die Ausbildungsdauer von Diplomlehrern auf 5 Jahre zu erhöhen. Praktika in Schule und Betrieben sollten dabei größeres Gewicht erhalten. An der Pädagogischen Hochschule Zwickau wurden im Studienjahr 1983/84 erstmals 280 Studenten für ein fünfjähriges Lehramtsstudium immatrikuliert. Auch die zu belegenden Fachkombinationen wurden angepasst. Die Ausbildung von Staatsbürgerkundelehrern sollte eine noch stärkere Rolle einnehmen. So gab es mit Germanistik/Musikerziehung nur noch eine Fächerkombination ohne das Fach Staatsbürgerkunde. Die mehr als 20 Jahre lang angebotene Fächerkombination Germanistik/Körpererziehung wurde ab 1983 nicht mehr fortgeführt. Ausgebaut wurde die Sprachausbildung. Im 1. und 2. Semester wurde fachsprachliche Grundausbildung in Russisch für alle Studierenden obligatorisch. Bei guten Leistungen bestand darüber hinaus die Möglichkeit, in höheren Semestern auch Englisch und Französisch zu lernen. Einen Bedeutungszuwachs erfuhr die Hochschule Mitte der 80er-Jahre durch die Angliederung der Institute für Lehrerbildung „Wilhelm Pieck“ in Auerbach und „Clara Zetkin“ Rochlitz.

## Forschung
Nachdem das Pädagogische Institut Zwickau 1973 in den Rang einer Hochschule erhoben worden war, sah sich die Hochschulleitung damit konfrontiert, die bis dahin eher sporadisch und unstrukturiert betriebene Forschung gemäß den Ansprüchen und Erwartungen an eine Hochschule zu gestalten. Maßgebend für die Forschungsarbeit waren die vom SED-Politbüro bestätigten zentralen Forschungspläne, die für einen Zeitraum von fünf Jahren die Grundzüge der wissenschaftlichen Ausrichtung festlegten und aus denen die Hochschulen und Wissenschaftler ihre Forschungsgegenstände abzuleiten hatten. Trotz der Startschwierigkeiten gelang es, die Forschungsaktivitäten schrittweise auszubauen. Zwischen 1975 und 1978 zählt die Hochschule mehr als 500 Publikationen auf. Hinzu kamen ab Mitte der 70er-Jahre mehrere B-Promotionen (vergleichbar mit Habilitationen), die an der Hochschule verfasst wurden.
Die Hochschule unterteilte ihre Forschungsaktivitäten in zwei Bereiche:
- Pädagogische Forschung: Den größten Teil bildeten hier theoretische, empirische und experimentelle Untersuchungen zur Methodik der Fächer Deutsch, Musik, Sport und Staatsbürgerkunde. Darüber hinaus wurden – vor dem Hintergrund des Marxismus-Leninismus als handlungsleitende Ideologie – erziehungs- und bildungspolitische Untersuchungen durchgeführt.
- Gesellschaftswissenschaftliche Forschung: In diesem Bereich wurden soziologische Untersuchungen zur Philosophie, dem Wissenschaftlichen Kommunismus, der Politischen Ökonomie, der Geschichte der Arbeiterbewegung, zur Literatur-, Sport-, Musik und Sprachgeschichte unternommen.

DDR-weite Aufmerksamkeit bekam die Zwickauer Hochschule durch die von ihr seit 1982 durchgeführten „Tage der pädagogischen Wissenschaften“. Von 1982 bis 1985 fanden dabei 117 wissenschaftliche Veranstaltungen mit jährlich rund 2500 Teilnehmern statt. 55 Veranstaltung fanden direkt an der Pädagogischen Hochschule Zwickau statt, die anderen Veranstaltungen verteilten sich über den Regierungsbezirk Karl-Marx-Stadt. Deutlichster Ausdruck der wissenschaftlichen Profilierung war die Verleihung des Promotionsrechts zum Dr. philosophiae im Jahr 1984. Fortan konnte dieser Akademische Grad an der Fakultät Gesellschaftswissenschaften der Pädagogischen Hochschule Zwickau vergeben werden.

## Internationale Beziehungen
Die seit Mitte der 60er-Jahre bestehende Partnerschaft des Pädagogischen Instituts Zwickau zur Pädagogischen Hochschule A.S. Serafimowitsch in Wolgograd wurde von der Pädagogischen Hochschule Zwickau intensiviert. Neben dem bestehenden Wissenschaftleraustausch gab es nun auch einen vertraglich festgeschriebenen Studierendenaustausch. So konnten jährlich 27 Zwickauer Studierende der Fachrichtung Freundschaftspionierleitung ein dreiwöchiges Schulpraktikum in Wolgograd absolvieren, während im Gegenzug die gleiche Anzahl von Deutsch-Studierenden aus Wolgograd einen dreiwöchigen Sprach- und Landeskurs in Zwickau belegten.
Vertragliche Beziehungen unterhielt die Pädagogische Hochschule Zwickau darüber hinaus mit der Pädagogischen Hochschule „Ho Chi Minh“ in Irkutsk und der Pädagogischen Fakultät Pilsen sowie zur Pädagogischen Hochschule „György Bessenyei“ in Ungarn und zur Universität Łódź in Polen. Neben dem klassischen Studentenaustausch zu Lehrzwecken kam es auch zu einem regen kulturellen Austausch mit den Partnerhochschulen. So gab es Vergleichswettkämpfe im Hochschulsport sowie gemeinsame Auftritte der Chor- und Kulturgruppen. Zudem fand zwischen den Einrichtungen ein sogenannter „Urlaubertausch“ statt. Mitarbeiter von Partnerhochschulen konnten dabei Urlaubskontingentplätze der Pädagogischen Hochschule Zwickau in der DDR nutzen, während die Mitarbeiter aus Zwickau Kontingentplätze in Ungarn oder Tschechien für ihren Urlaub erhielten.
Neben den direkten Hochschulpartnerschaften forcierte die Hochschule die Unterstützung der Deutschlehrerausbildung in anderen Ländern. Mitarbeiter wurden zu diesem Zweck unter anderem in die UdSSR, nach Tschechien, Polen, Ungarn, Bulgarien und Jugoslawien entsandt. Auch in sozialistischen Staaten Afrikas und Asiens, wie zum Beispiel Angola und Vietnam waren Mitarbeiter der Zwickauer Hochschule als Lehrer, Lehrerausbilder oder Berater tätig.

## Studentisches und Gesellschaftliches Leben
Neben der Absicherung von Lehre und Forschung war es für die Hochschulen der DDR auch staatlich verordnetes Ziel, das politische, kulturelle und sportliche Leben in ihren Wirkungsbereichen im Sinne der marxistisch-leninistischen Lehre zu gestalten und zu beeinflussen. Folglich wurden auch an der Pädagogischen Hochschule Zwickau zahlreiche kulturelle Angebote geschaffen, deren Mitglieder bei verschiedenen Veranstaltungen im Bezirk Karl-Marx-Stadt und der gesamten DDR in Erscheinung traten.

### Kunst und Kultur
An der Pädagogischen Hochschule Zwickau existierte eine eigene Abteilung für Kulturell-Ästhetischen Bildung. Angeboten wurden unter anderem die Kurse Kabarett, Schauspiel, Singeklub, Chansonstudio, Filmklub, Kunstbetrachtung, Malen und Zeichnen, Schreiben und Fotografie.
Einige Künstler, die auch nach der politischen Wende erfolgreich waren, haben in den Kursen ihre ersten künstlerischen Versuche unternommen. So haben etwa die Kabarettisten Hans-Günther Pölitz (Gründer des Kabaretts Magdeburger Zwickmühle) und Manfred Breschke (Gründer des Dresdner Kabarett Breschke & Schuch) bereits an der Pädagogischen Hochschule Zwickau Kabarett gespielt. Schon zu DDR-Zeiten erreichte die Musikgruppe „Arbeiterfolk“ ein größeres Publikum. Als „Schauorchester Ungelenk“ feierte die Gruppe auch im vereinigten Deutschland Erfolge.

### Sport
Die sportliche Betätigung hatte an allen Hochschulen der DDR einen großen Stellenwert. Auch die Hochschulleitung der Pädagogischen Hochschule Zwickau sah Körperkultur und Sport als „Bestandteile der sozialistischen Lebensweise“, an. So erhielten auch alle Studierenden ohne die Fachrichtung Sport eine obligatorische Grund- und Wahlsportausbildung. Während die Sektion Sportwissenschaften mit 5 Hochschullehrern und 40 wissenschaftlichen Mitarbeitern die Lehre und Forschung im Bereich Sport absicherte, wurde die Trainings- und Wettkampftätigkeit der Hochschulangehörigen von der sogenannten Hochschulsportgemeinschaft organisiert. Diese zählte Ende 1983 mehr als 1000 Mitglieder und war eine der größten Sportorganisationen im Kreis Zwickau.
In den 1980er-Jahren wurden an der Pädagogischen Hochschule Zwickau unter anderem Kurse in folgenden Sportarten angeboten:
- Fußball
- Basketball
- Handball
- Turnen
- Judo
- Leichtathletik
- Gymnastik
- Schwimmen
- Tischtennis
- Volleyball
- Ski
- Kraftsport
- Popgymnastik
- militärischer Mehrkampf
- Schwangerengymnastik

Als Sportstätten auf dem Campus standen eine 1982 errichtete Mehrzweckhalle, ein Sportplatz, ein Gymnastikraum und Geräteturnraum sowie ein Kraftraum zur Verfügung. Für die Schwimmausbildung wurden Hallenkapazitäten der städtischen Schwimmhallen genutzt, die Skiausbildung erfolgte im Ort Schneckenstein im Vogtland, wo die Hochschule ein eigenes Sport- und Ferienobjekt besaß.

### Wehrerziehung
Neben dem fachlichen Unterricht spielte auch die Wehrerziehung der Studierenden eine wichtige Rolle. Seit 1965 konnten ehemalige Offiziere der NVA ein Lehramtsstudium in Zwickau aufnehmen.
Es gab in den 70er-Jahren an der Pädagogischen Hochschule Zwickau eine militärische Abteilung, in der die gedienten Reservisten – meist in Sommerlehrgängen – die militärische Ausbildung ihrer „ungedienten“ Kommilitonen übernahmen. Grundsätzlich wurde „von allen männlichen Studenten die Bereitschaft für eine Ausbildung als Reserveoffiziersanwärter erwartet“.
Ein Programmpunkt im Rahmen der Zwickauer Studententage waren die sogenannten „Tage der wehrbereiten Jugend“, bei denen sich die Zwickauer Studenten in Disziplinen wie Märsche der Bewährung, Achtertest, 400-Meter-Hindernislauf und Schießen gemessen haben.

### FDJ und Studentenbrigaden
Wie an allen größeren Institutionen der DDR üblich, gab es auch an der Pädagogischen Hochschule Zwickau eine Gliederung der Freien Deutschen Jugend (FDJ). Sie war über ihre FDJ-Sekretäre eng an die Hochschulleitung gebunden, konnte hochschulpolitische Entscheidungen mittreffen und sollte auch deren Einhaltung unter den Studenten kontrollieren. Als Höhepunkt des kulturellen Lebens an der PHZ wurden die FDJ-Studententage propagiert, die ab 1973 jährlich zwei Wochen lang im Mai stattfanden und bei denen die verschiedenen studentischen Sport- und Kulturgruppen miteinander auf- und gegeneinander antraten.
Unter dem Dach der FDJ beteiligten sich Studenten der Pädagogischen Hochschule an zahlreichen Arbeitseinsätzen im In- und Ausland. So waren Studenten aus Zwickau häufig als Schwimmmeister oder Rettungsschwimmer in den Ferienorten der Ostseeküste aktiv und halfen beim Aufbau, der Organisation und der Durchführung von Sommerferienlagern im Erzgebirge und im Vogtland. Auch innerhalb der Hochschule wurden die FDJ-Brigaden tätig und halfen beim Ausbau des Lehrgebäudes der Hochschule, beim Ausbau des Studentenclubs KIK (Klub im Keller) sowie weiterer Objekte der Hochschule. Im Rahmen der sogenannten FDJ-Initiative Berlin (Ausbau der Hauptstadt, vor allem Wohnungsbau) leisteten Zwickauer Studenten nach Berechnungen der Hochschule 72.450 Arbeitsstunden. Auch in den sogenannten Internationalen Studentenbrigaden wirkten Zwickauer Studenten mit und halfen – meist in dreiwöchigen Austauschprogrammen in den Sommerferien – vor allem beim Ausbau der Infrastruktur in mit der DDR befreundeten Ländern des Ostblocks. Ein Beispiel dafür war 1977 die Mitarbeit Zwickauer Studenten am Ausbau der Baikal-Amur-Magistrale (BAM).

## Infrastruktur und Bautätigkeit

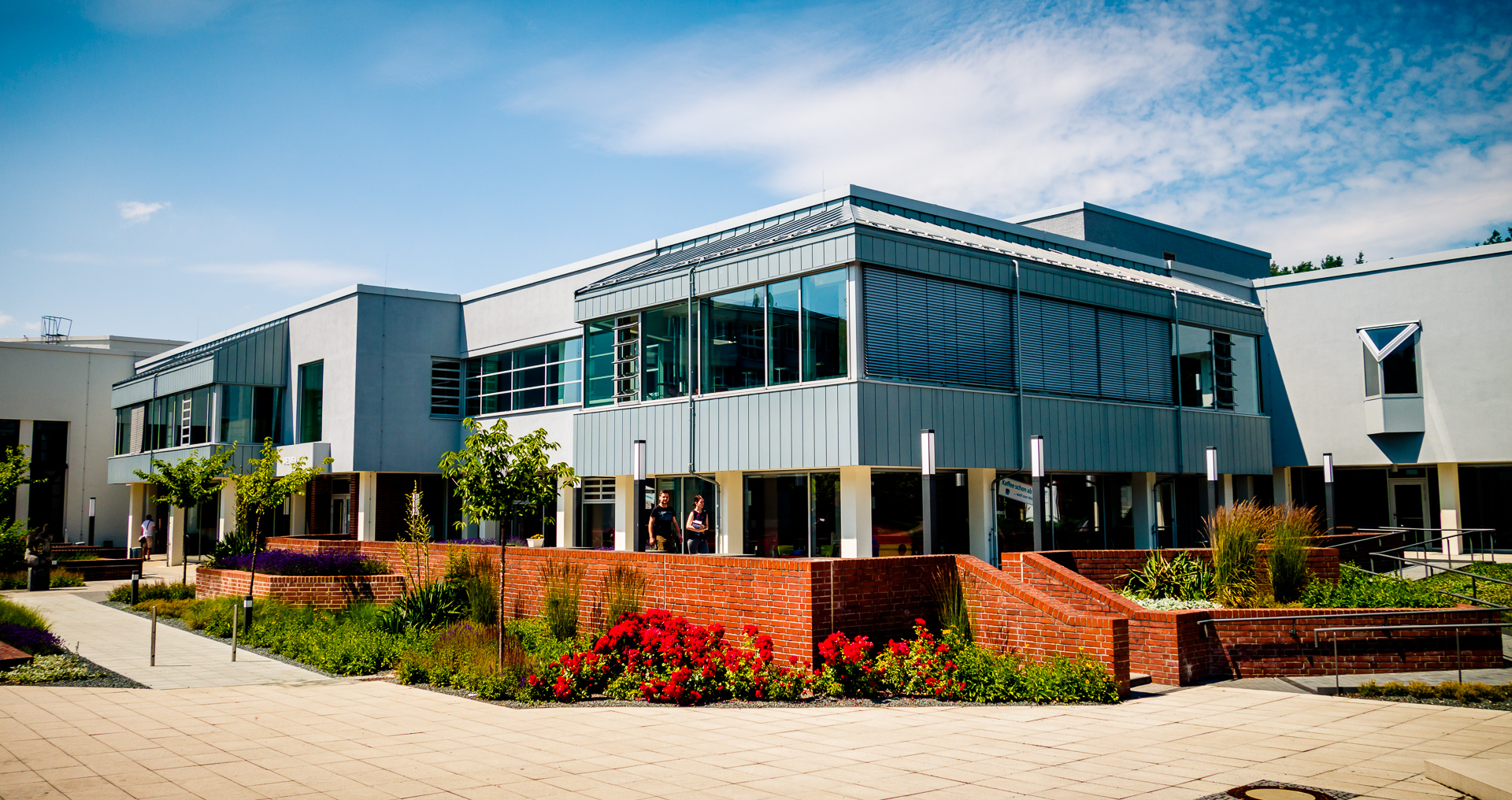
Das Mensa- und Hörsaalgebäude der Pädagogischen Hochschule Zwickau wurde 1982–1987 errichtet und wird heute nach umfassender Sanierung von der Westsächsischen Hochschule Zwickau genutzt.

Die Pädagogische Hochschule Zwickau nutze von Beginn an Gebäude der 1952 errichteten Bergbau-Berufsschule im Zwickauer Stadtteil Eckersbach. Die Anlage war an als Zentralcampus angelegt. Sie verfügte über eine Aula mit Mensa, ein Lehrgebäude mit Turnhallen, einen großen Sportplatz mit Laufbahn sowie mehrere Häuser, die als Büros und Internate genutzt wurden. Mitte der 60er-Jahre wurde das komplette Gelände übergeben.
Zu ersten baulichen Veränderungen kam es in den 70er-Jahren. Die aus der Bergbauzeit übernommenen Internate waren abgewohnt und überbelegt. In Zimmern, die ursprünglich für 2 Personen ausgelegt waren, wohnten und lernten bis zu 6 Studenten. Aus diesem Grund beschloss das Ministerium für Volksbildung den Bau eines modernen Internats. Das sogenannte Haus 7 wurde 1974 fertiggestellt.
1976 bis 1981 wurden die Gebäude auf dem Campusgelände schrittweise an das Fernwärmenetz angeschlossen, was vor allem die Bedingungen in den Internaten verbesserte. 1976 fand eine umfangreiche Rekonstruktion des Lehrgebäudes statt und die Räume der großen und kleinen Mensa wurden neu gestaltet. 1978 wurde ein modernes Fremdsprachenkabinett übergeben. Beide Bauvorhaben wurden im Wesentlichen durch Eigenleistung der Studierenden umgesetzt. 1982 konnte auf dem Campus-Gelände die neu errichtete Groß-Turnhalle übergeben werden. Sie bot eine nutzbare Hallenfläche von 27 × 48 Metern und verfügte zusätzlich über einen Kampfsport- und Kraftraum.
1983 wurde im Lehrgebäude die sogenannte „kleine Galerie“ eröffnet, in der fortan Studierende und externe Künstler ausstellten. Im gleichen Jahr wurden an der Makarenkostraße, zirka 10 Gehminuten vom Campus entfernt, zwei neue Studentenwohnheime in Plattenbauweise errichtet.
Das ambitionierteste Bauprojekt der Pädagogischen Hochschule konnte 1987 nach rund 5-Jähriger Planungs- und Bauzeit übergeben werden: Das neue Mensa- und Hörsaalgebäude, das zugleich das neue Zugangstor zum Campusgelände an der Scheffelstraße bildete. Der Gebäudekomplex wurde von Architekt Ulf Zimmermann entworfen und bot auf einer Nutzfläche von rund 4700 Quadratmetern eine Großküche im Obergeschoss, einen offenen Mensabereich über zwei Etagen, ein Gästerestaurant (den sogenannte „Spiegelsaal“), ein Atrium sowie drei Hörsäle. Der größte Hörsaal (Hörsaal 1) hat mehr als 300 Plätze. Beim Bau wurde viel Wert auf die Verwendung ortstypischer Materialien (Putz, Sichtmauerwerk, Schiefer) gelegt. Der Innen- und Außenbereich des Gebäudes wurde mit zahlreichen Grünflächen und Werken der bildeten Kunst gestaltet.
Das Campus-Gelände der ehemaligen Pädagogischen Hochschule Zwickau wird heute als Campus-Scheffelstraße von der Westsächsischen Hochschule Zwickau genutzt. Das Mensa-Hörsaalgebäude, die Aula und das Lehrgebäude sowie die Häuser 1 bis 7 existieren noch in ihrer ursprünglichen Form. Auf dem Großsportplatz wurde Mitte der 2000er-Jahre der August-Horch-Bau angelegt, die Großturnhalle wurde 2016 abgerissen, da sie gravierende Bau- und Sicherheitsmängel (Brandschutz, Asbest) aufwies.

## Abwicklung
Im Zuge der politischen Wende kam es zu einer Umstrukturierung der ostdeutschen Hochschullandschaft. Davon war auch Pädagogische Hochschule Zwickau betroffen. Die Hauptausbildungsprofile Staatsbürgerkunde-Lehrer und Freundschaftspionierleiter wurden im vereinigten Deutschland nicht mehr benötigt. Es gab verschiedene Konzepte, den Hochschulstandort dennoch zu erhalten. Unter anderem wurde Anfang der 90er-Jahre eine Fusion mit der damaligen Technischen Hochschule Zwickau zu einer „kleinen, aber feinen“ Universität diskutiert. Dazu fand 1990 auch ein gemeinsamer Senat beider Einrichtungen statt. Der Plan ließ sich aber politisch nicht durchsetzen. So kam es 1992 zur Abwicklung sowohl der Technischen als auch der Pädagogischen Hochschule Zwickau. Die Technische Hochschule Zwickau wurde zur Hochschule für Technik und Wirtschaft Zwickau (FH) zurückgestuft, aus der sich die Westsächsische Hochschule Zwickau entwickelte. Die Pädagogische Hochschule Zwickau wurde 1992 an die TU Chemnitz angegliedert. Seither hat Zwickau seine Hochschulen mit Promotionsrecht verloren.
Die TU Chemnitz erhielt durch die Angliederung der Pädagogischen Hochschule Zwickau ein vollkommen neues Profil, denn neben der klassischen Ingenieurausbildung konnten nun auch Lehramts- und Magisterstudiengänge angeboten werden. Von 1992 bis 1997 trug die Einrichtung den Namen Technische Universität Chemnitz-Zwickau. Zu Beginn der 90er-Jahre fand die Lehre weiterhin in den Räumlichkeiten der Pädagogischen Hochschule Zwickau statt, wurde aber schrittweise nach Chemnitz verlegt. Nachdem der vollständige Umzug abgeschlossen war, firmierte die Universität wieder unter dem ursprünglichen Namen Technischen Universität Chemnitz. Der Campus in Zwickau wurde von der Westsächsischen Hochschule Zwickau übernommen und ab 2005 umfangreich saniert und umgestaltet. Er wird von der Hochschule heute als Campus Scheffelstraße genutzt.

## Bekannte Absolventen
- Volkmar Hellfritzsch (1935–2022), Namenforscher und Pädagoge, Promotion 1979
- Eberhard Aurich (* 1946), ehemaliger 1. Sekretär des FDJ-Zentralrates, Diplom 1969
- Elisabeth Heller (* 1949), Musikpädagogin und Medienhistorikerin auf dem Gebiet des DDR-Hörfunks, Diplom 1971
- Thomas Schack (* 1962), deutscher Psychologe und Sportwissenschaftler, Professor an der Universität Bielefeld, 1990